# 伊尔凡·阿里
穆罕默德·伊尔凡·阿里（英語：Mohamed Irfaan Ali，1980年4月25日—），男，圭亚那政治人物，现任圭亚那总统，人民进步党/公民领导人。

## 生平
伊尔凡·阿里曾任圭亚那住房和水资源保障、旅游和贸易部长。在2020年3月的选举中击败时任总统戴维·格兰杰，同年8月2日出任圭亚那总统。